# 中国国际贸易中心
中国国际贸易中心（英語：The China World Trade Center），简称国贸、中国国贸（上市公司全名為中国国际贸易中心股份有限公司，上交所：600007），位于中国北京朝阳区中央商务区的核心地段，是目前中国规模最大的综合性高档商务服务企业之一，由于其地理位置极其优越及设施完备现代，吸引包括美孚、汇丰、丰田等在内的众多全球500强公司入驻办公，是北京市最繁华的的地段之一。
三期工程A阶段（国贸大厦A座）高330米，曾是北京市最高的摩天大楼，现被中国尊所取代。

## 区位与交通
国贸中心位于中国北京朝阳区中央商务区的核心地段，东长安街延长线与东三环路交界处西北角，距首都国际机场直线距离20余公里。北京地铁1号线和10号线在此交汇，设国贸站。国贸中心写字楼由国贸写字楼1座、国贸写字楼2座、国贸西楼、国贸东楼及國貿大厦A、B座组成，合共31.8萬平方米。

## 历史
1984年7月26日，中国外经贸部下属的对外经济贸易咨询公司和马来西亚郭氏兄弟公司（今嘉里集團）签订《合资经营中国国际贸易中心协议书》。1985年1月7日，外经贸部批准中国国际贸易中心有限公司成立。中资股东为中国世贸投资有限公司，外资股东为香港嘉里兴业有限公司。1985年9月1日，中国国际贸易中心举行奠基典礼，并正式开始动工兴建。1990年8月30日第一期建成使用，它一直是北京中央商务区的地标性建筑。
1996年起，国贸二期工程开始兴建，至1999年工程全部完工，国贸总建筑面积达到56万平方米。
2002年，国贸三期工程开始兴建。国贸三期的总建设规模为54万平方米，分A、B及C三个阶段实施，其中A阶段已经于2010年8月30日建成并投入运营，B阶段亦於2017年3月獲確認完工。A及B阶段建筑由SOM建筑设计事物所及王董建築師事務有限公司设计，其中A规模为28万平方米、高度为330米，曾是北京市最高建筑。而C為一座7層高商場及空中花園，由凱達環球設計，於2017年動工。

## 图集

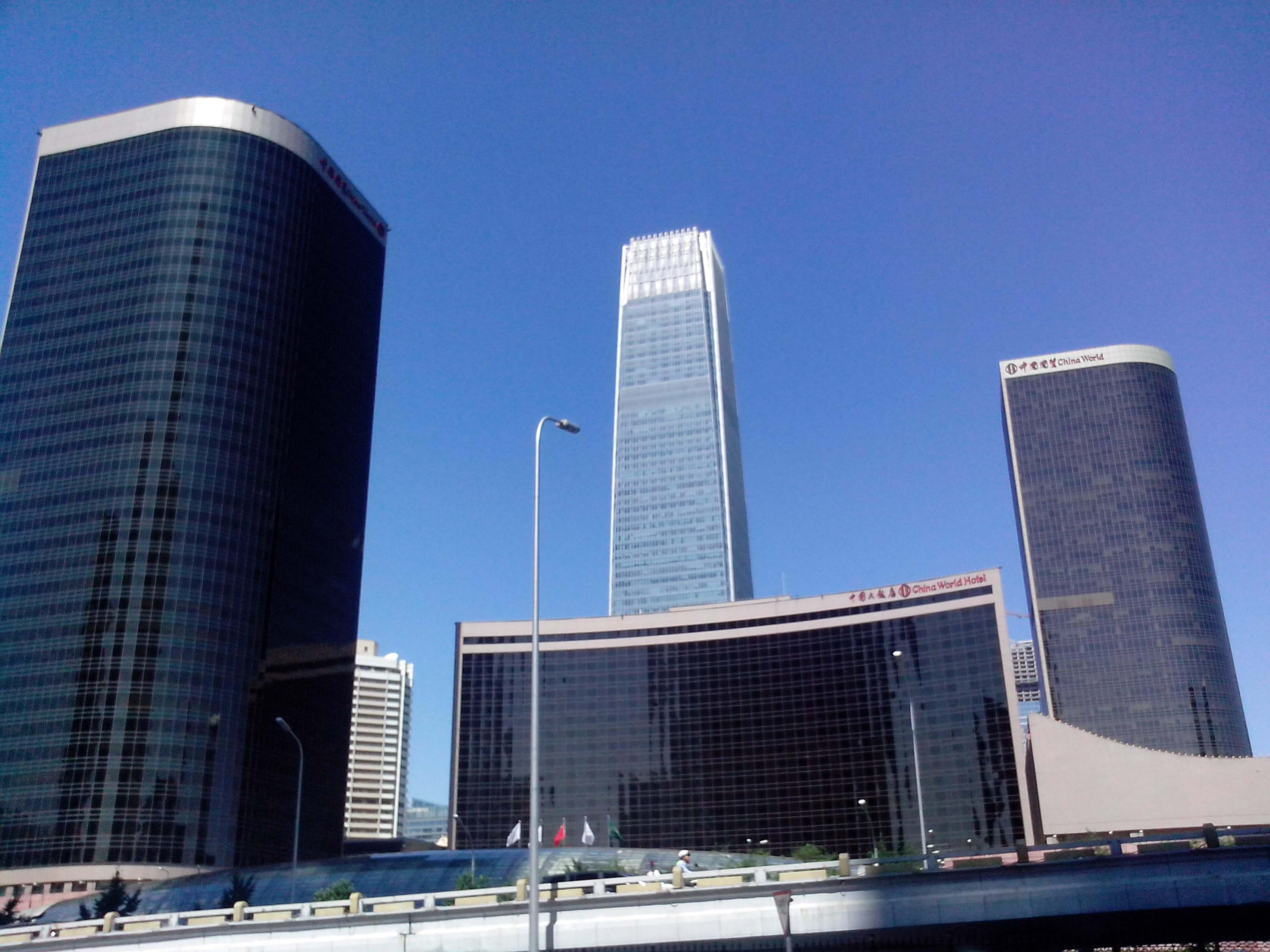
更名前的国贸写字楼
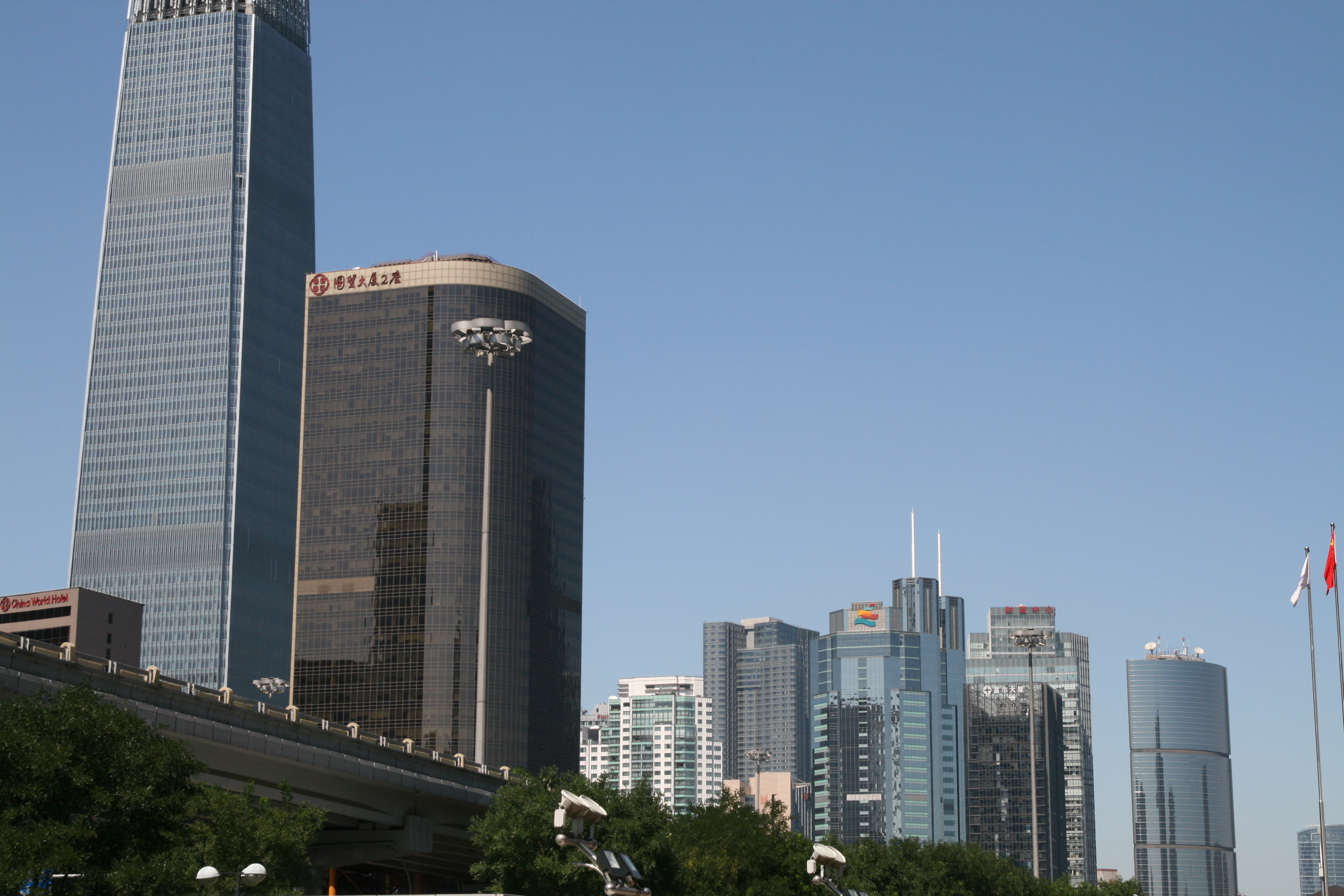
更名后的国贸写字楼
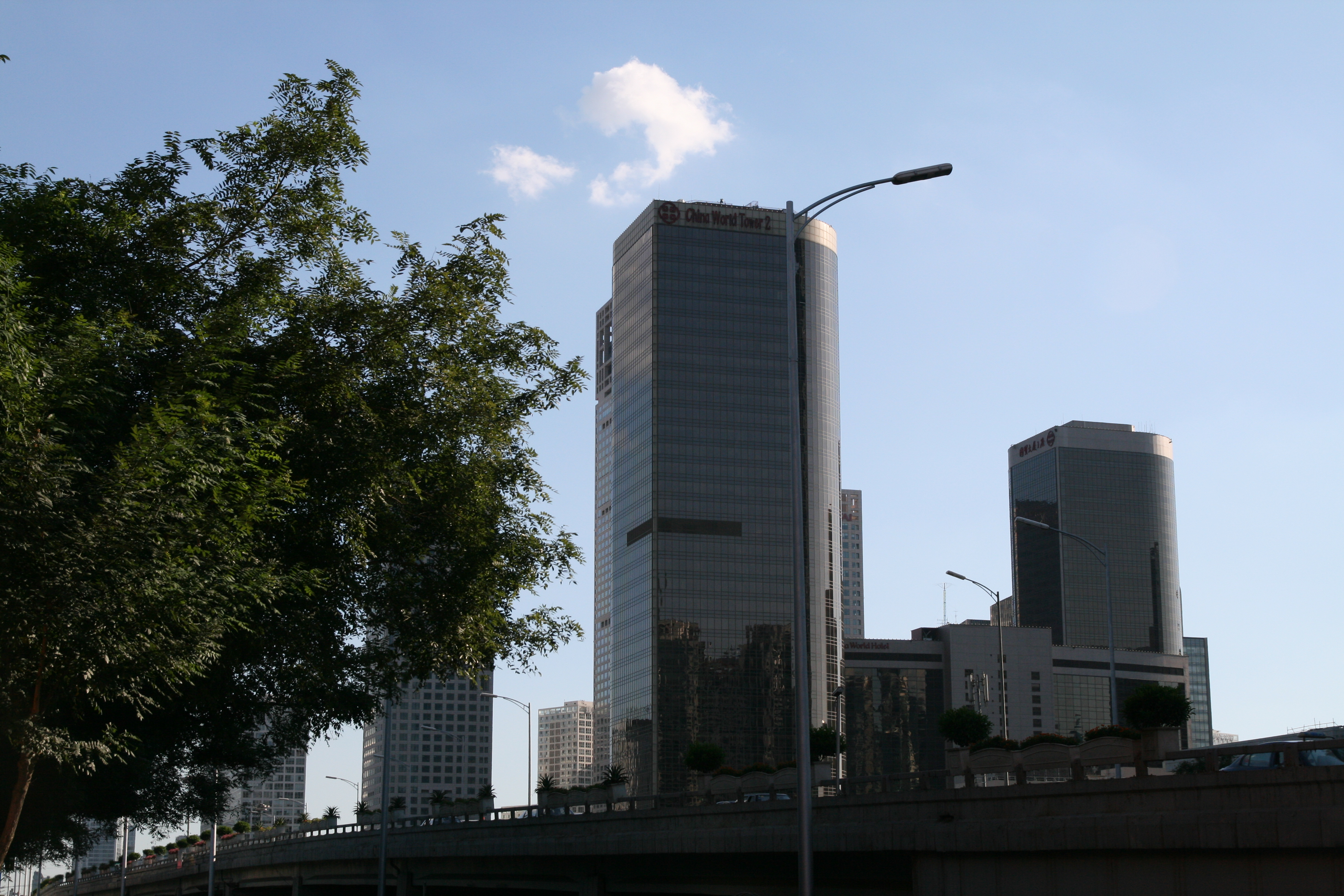
国贸写字楼
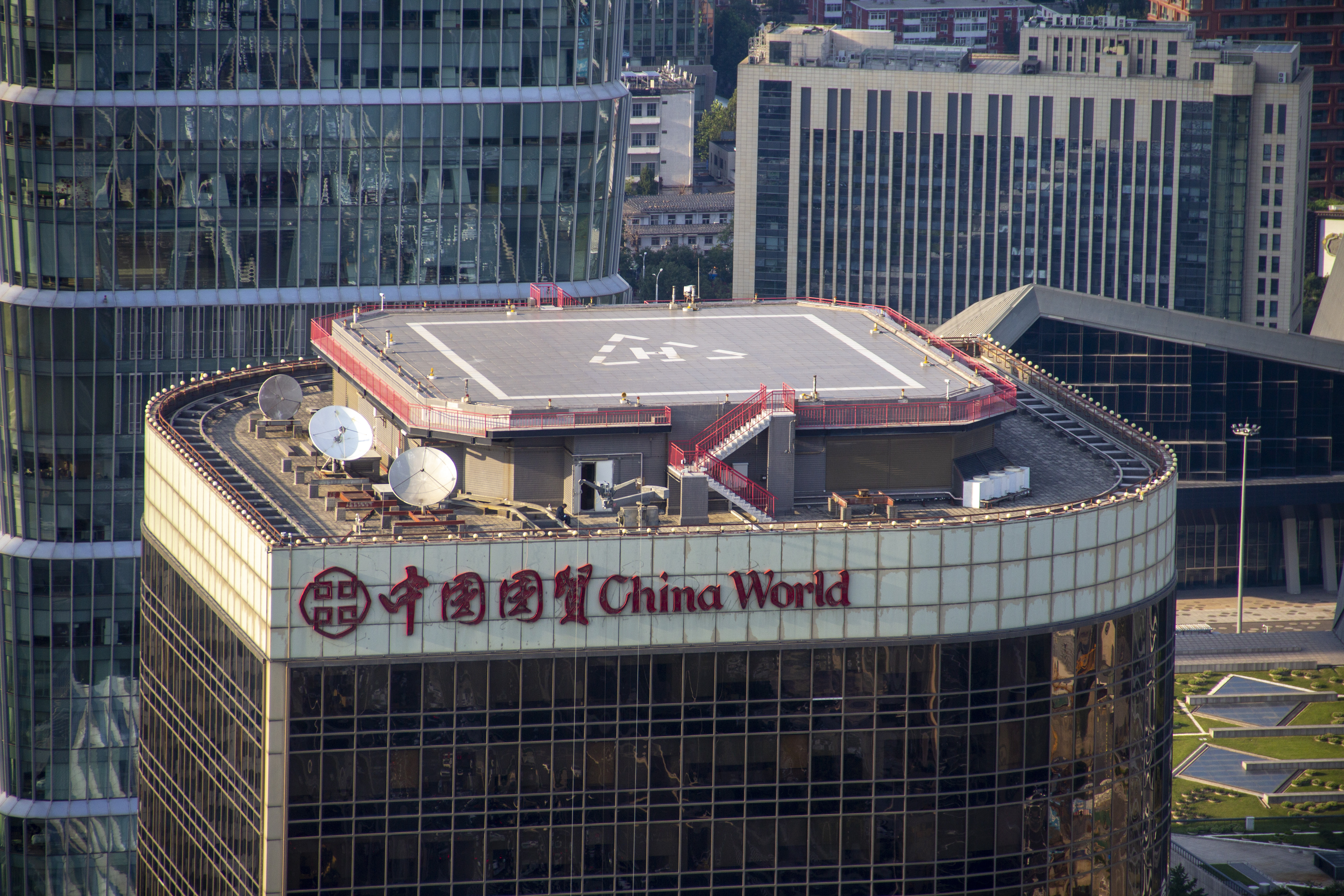
国贸写字楼2座顶层的直升机停机坪
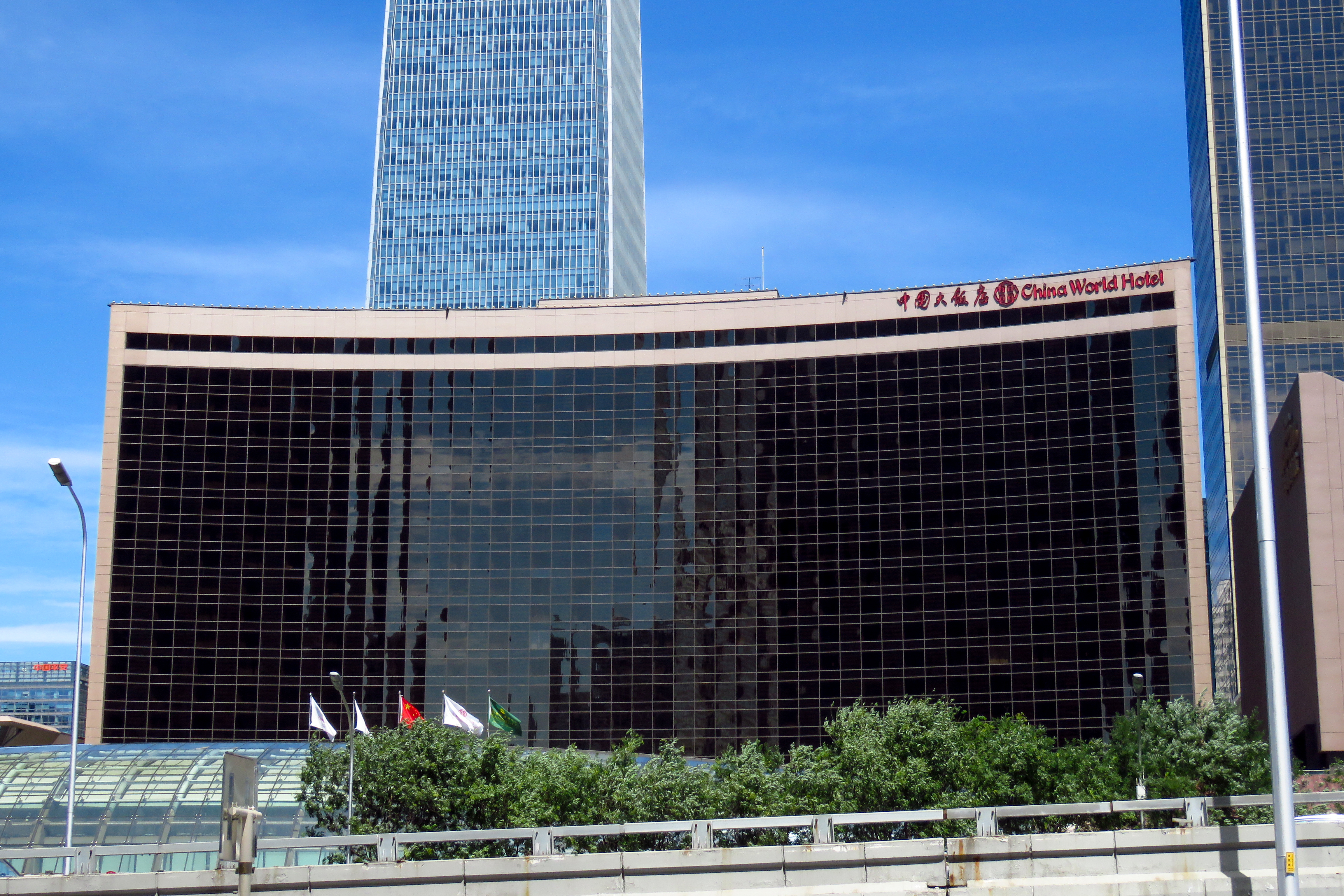
中国大饭店
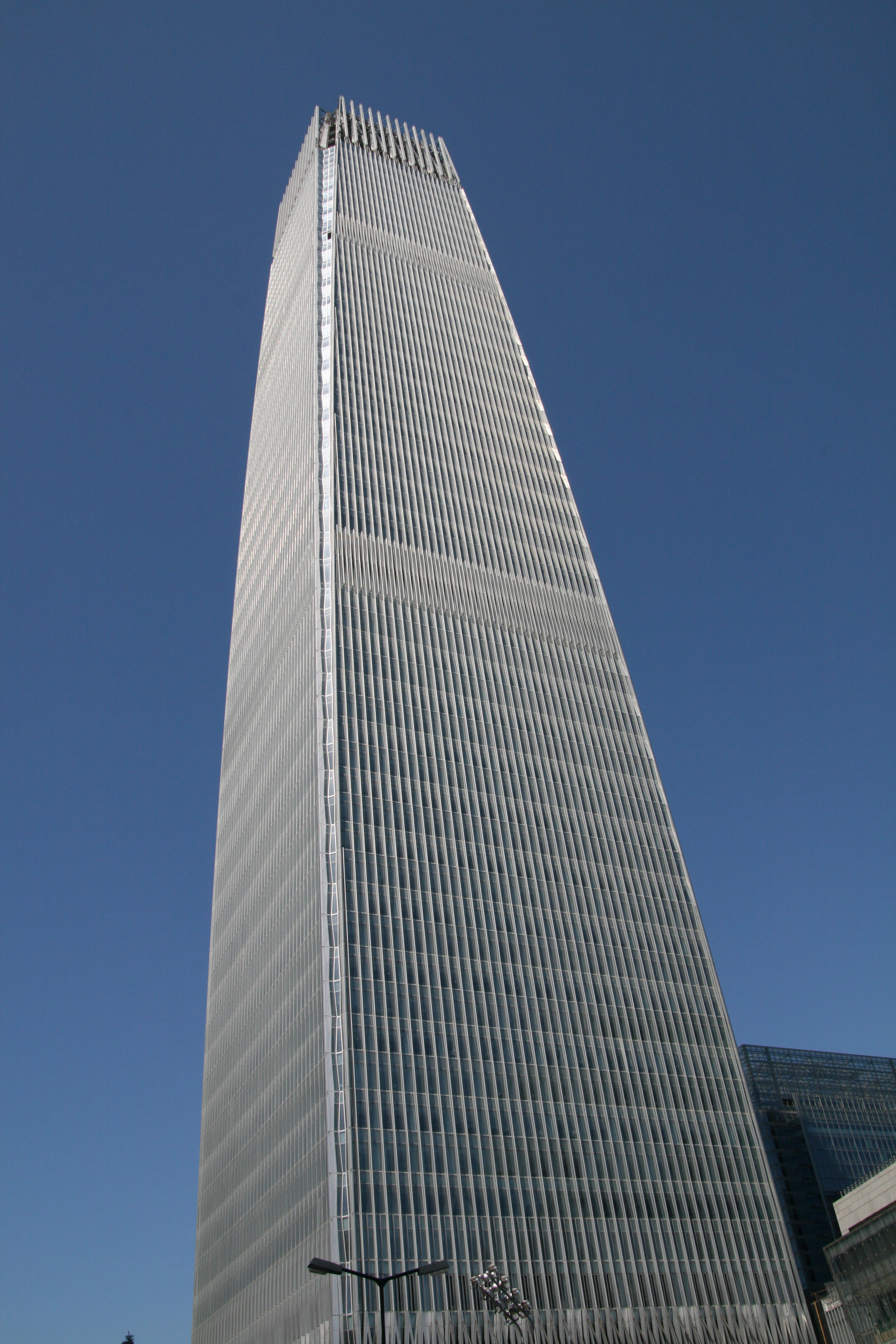
国贸大厦A座
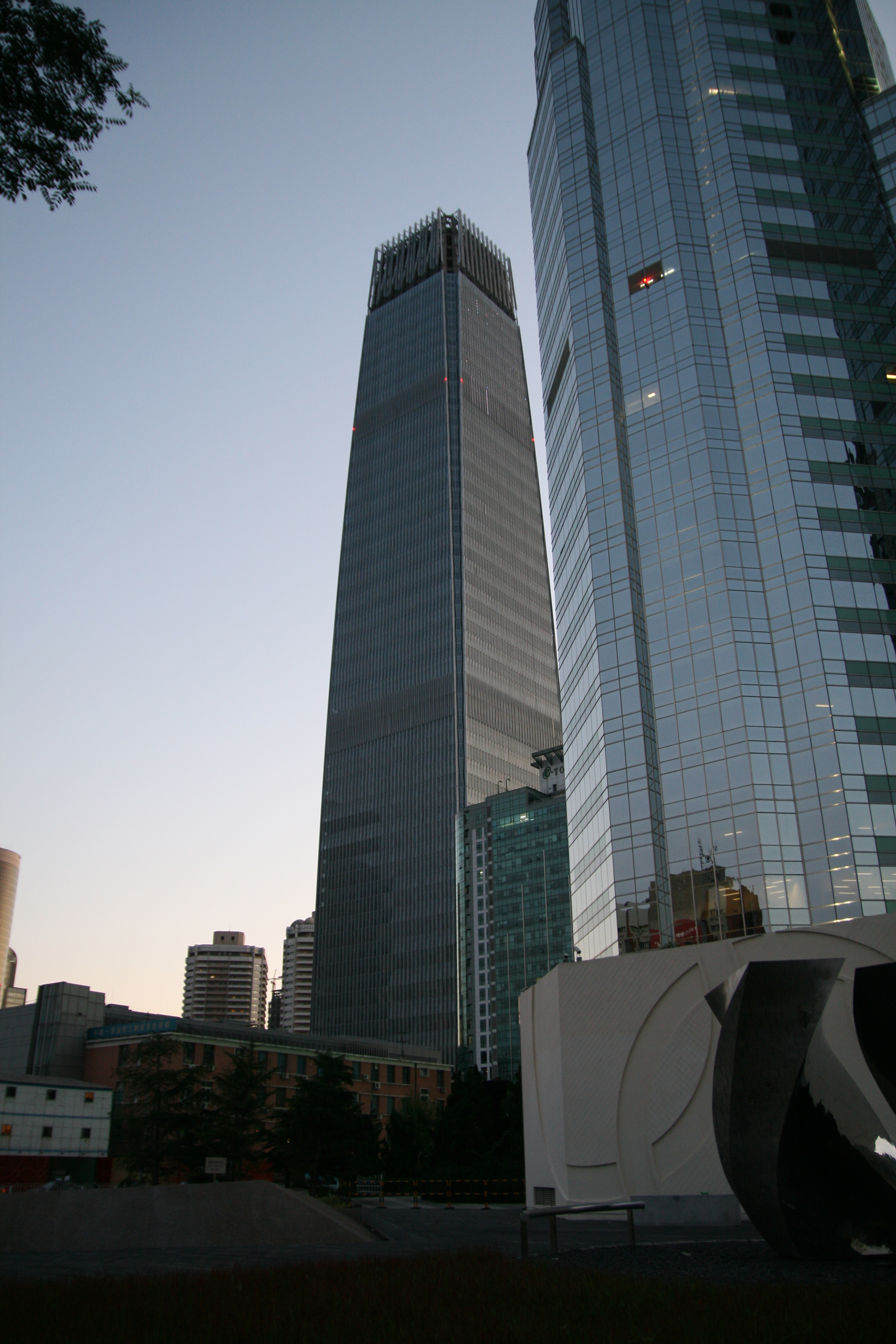
国贸大厦A座
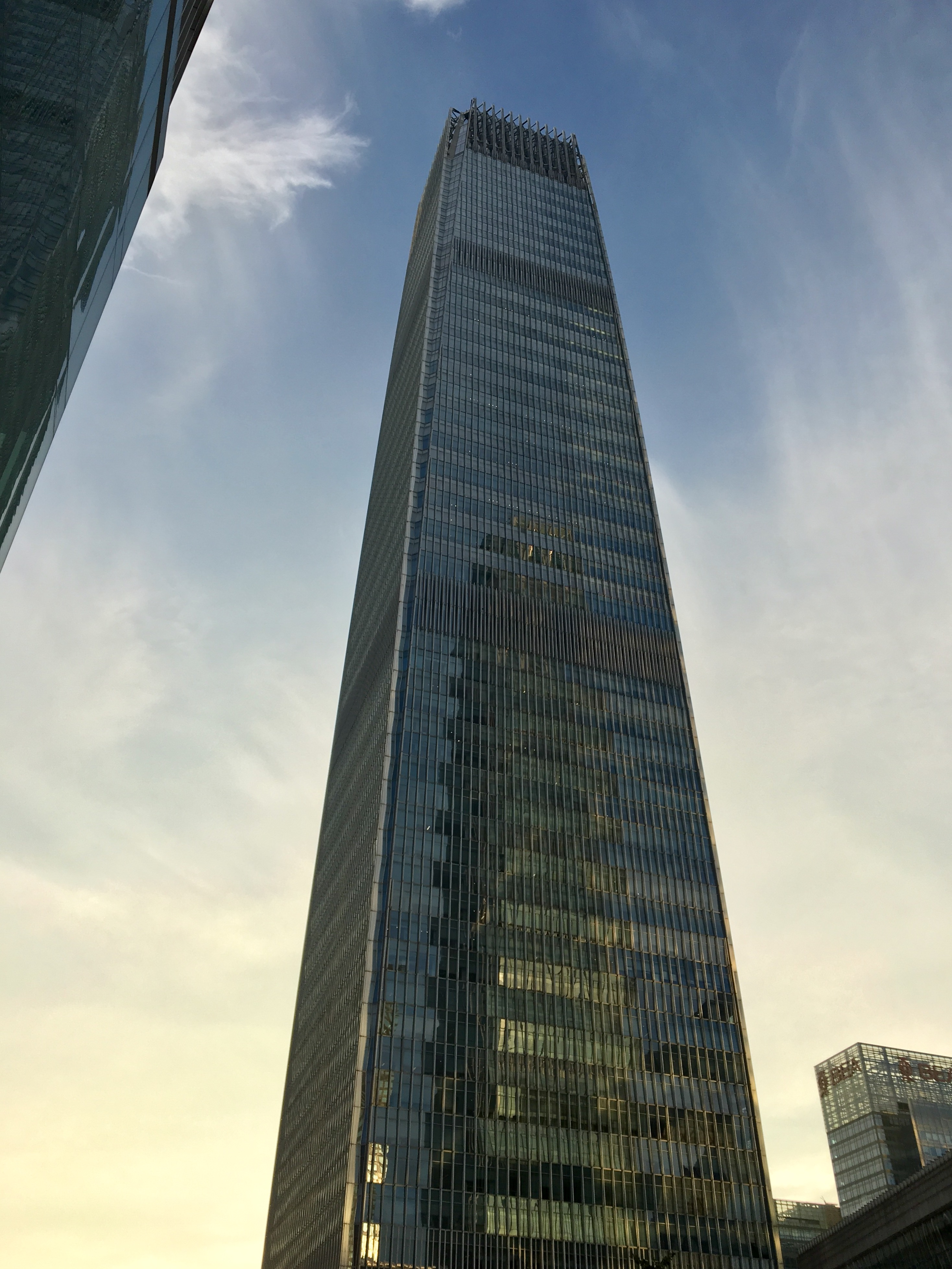
国贸大厦A座
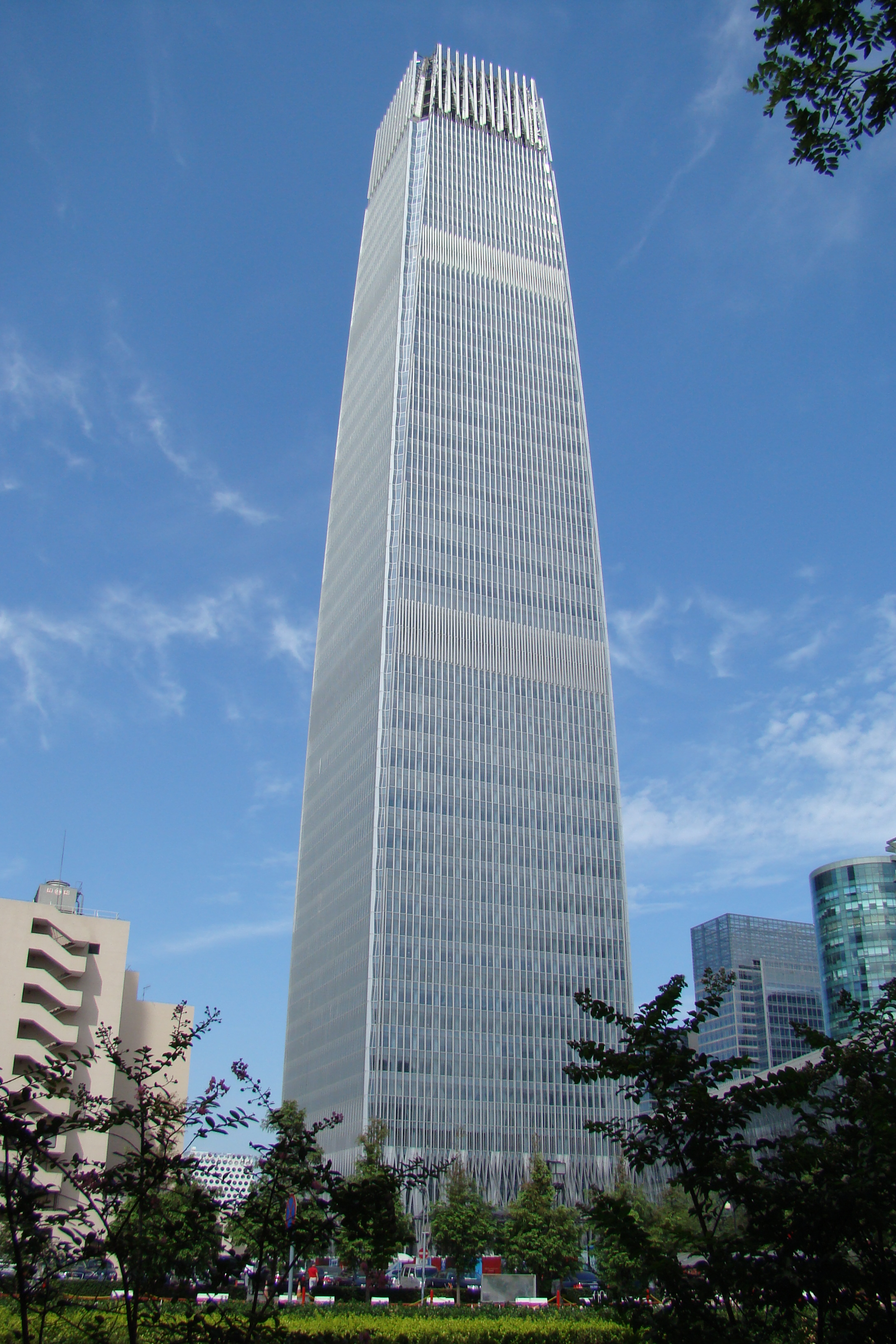
国贸大厦A座
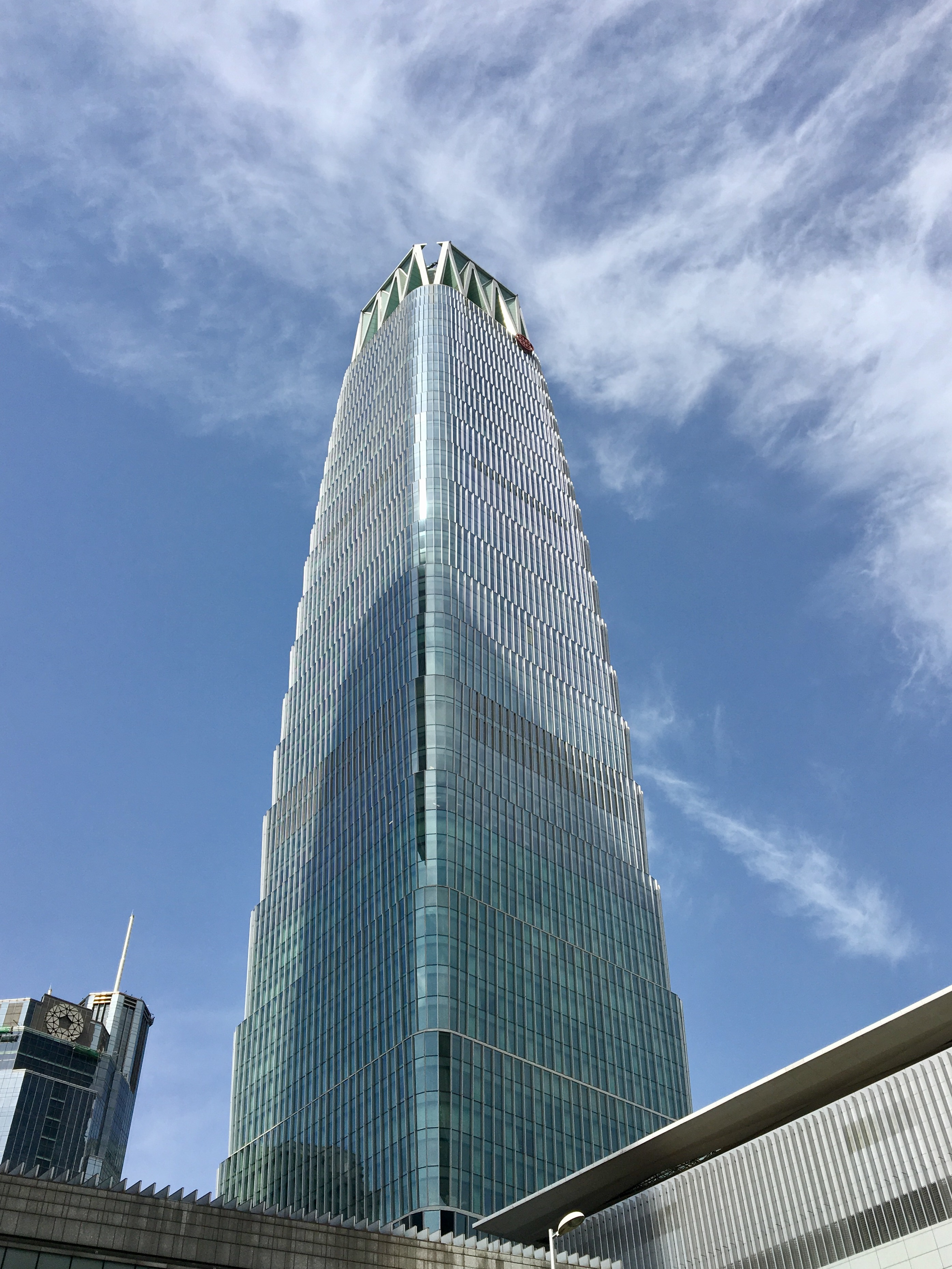
国贸大厦B座
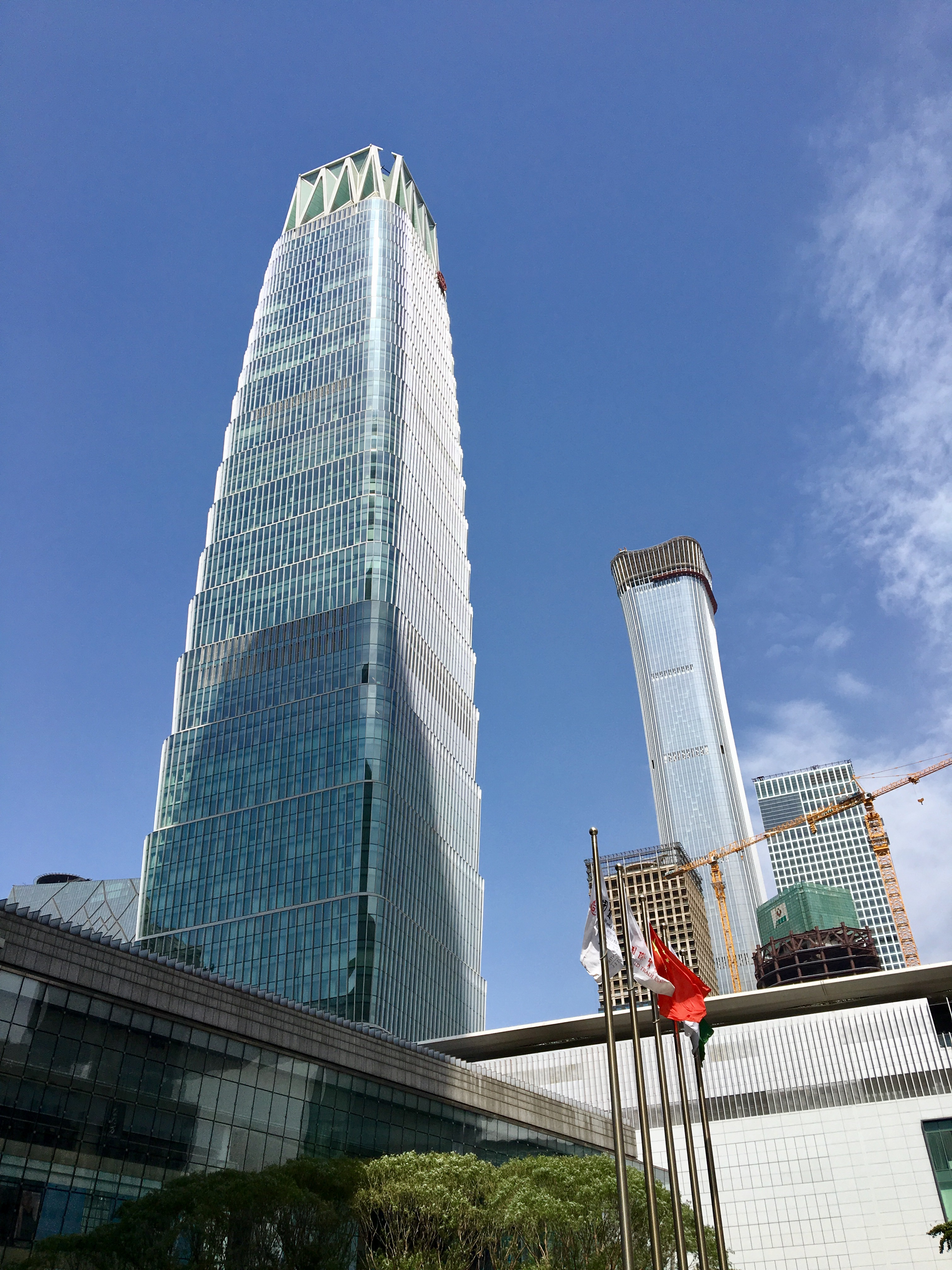
国贸大厦B座
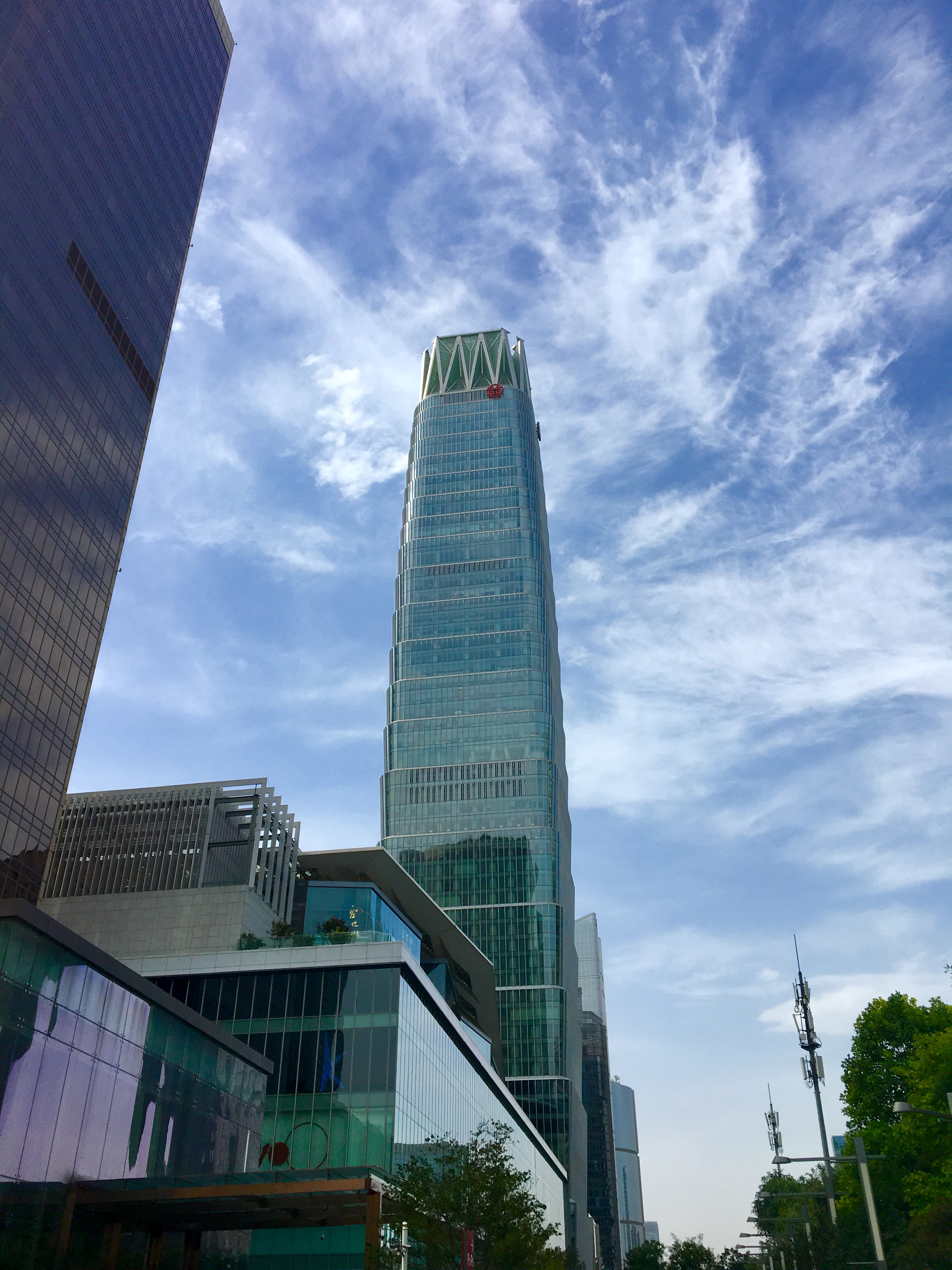
国贸大厦B座
国贸大厦B座
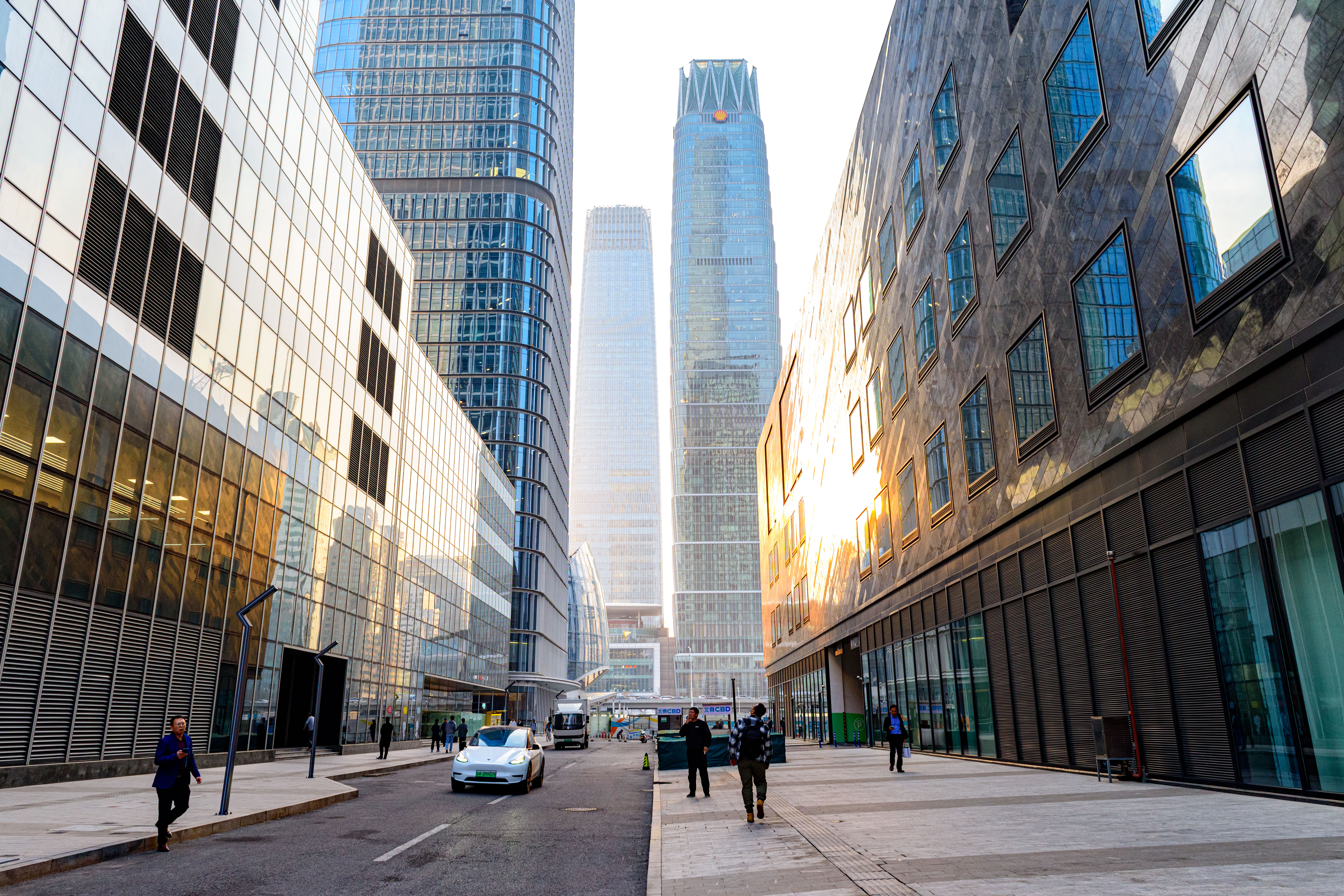
从众秀大厦拍摄的国贸三期